# Бентли, Диркс

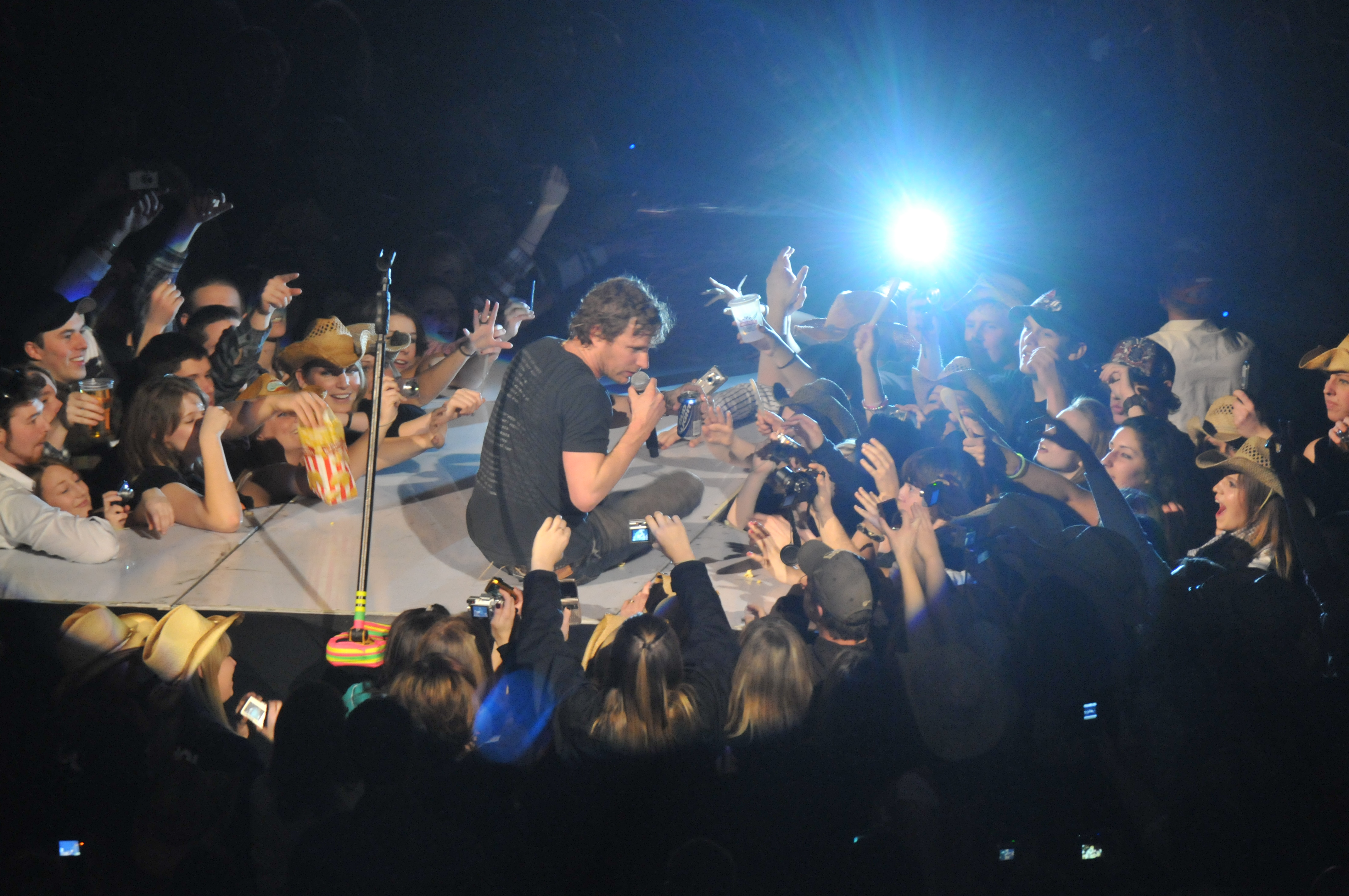
Диркс Бентли перед выступлением Brad Paisley 14 февраля 2009, Scotiabank Place, Оттава.

Диркс Бентли (англ. Dierks Bentley; род. 20 ноября 1975) — американский исполнитель кантри-музыки, лауреат нескольких премий в области кантри-музыки (CMA Awards, CMT Music Awards, ACM Awards), 10-кратный номинант на премию Грэмми.

## Биография
Родился 20 ноября 1975 года в г. Финикс (штат Аризона, США). Обладатель высокого роста (1,83 м). После одного года обучения в Вермонтском университете перевёлся в Университет Вандербильта (Нашвилл), который окончил в 1997 году
17 декабря 2005 года женился на Кэссиди Блэк (Cassidy Black) в Мексике. Они живут в Нашвилле, вместе с их собаками Jake (которая появлялась в нескольких клипах Диркса) и George. Первая дочь (Evelyn Day Bentley, «Evie») родилась 4 октября 2008 года. Она (Evie) появлялась с вокальной партией в песне «Thinking of You». Их вторая дочь (Jordan Catherine Bentley) родилась 25 декабря 2010 года. 9 октября 2013 года родился сын Knox.

## Дискография

### Альбомы
- Don’t Leave Me in Love (2001)
- Dierks Bentley (2003)
- Modern Day Drifter (2005)
- Long Trip Alone (2006)
- Greatest Hits/Every Mile a Memory 2003–2008 (2008)
- Feel That Fire (2009)
- Up on the Ridge (2010)
- Home (2012)
- Riser (2014)[10]
- Black (2016)
- The Mountain (2018)

### Синглы
12 синглов получили золотой или платиновый статус RIAA и возглавляли кантри-чарт США: «What Was I Thinkin'», «Come a Little Closer», «Settle for a Slowdown», «Every Mile a Memory», «Free and Easy (Down the Road I Go)», «Feel That Fire», «Sideways», «Am I the Only One», «Home», «5-1-5-0», «I Hold On», «Drunk on a Plane».

#### 2000-е
| 2003                                    | «What Was I Thinkin'»                | 1  | 22  | —  | —  | - US: Gold | Dierks Bentley     |
| 2003                                    | «My Last Name»                       | 17 | 102 | —  | —  |            | Dierks Bentley     |
| 2004                                    | «How Am I Doin'»                     | 4  | 49  | —  | —  |            | Dierks Bentley     |
| 2005                                    | «Lot of Leavin' Left to Do»          | 3  | 47  | 91 | —  |            | Modern Day Drifter |
| 2005                                    | «Come a Little Closer»               | 1  | 31  | 56 | —  | - US: Gold | Modern Day Drifter |
| 2006                                    | «Settle for a Slowdown»              | 1  | 42  | 78 | —  |            | Modern Day Drifter |
| 2006                                    | «Every Mile a Memory»                | 1  | 48  | 95 | —  |            | Long Trip Alone    |
| 2006                                    | «Long Trip Alone»                    | 10 | 66  | 93 | —  |            | Long Trip Alone    |
| 2007                                    | «Free and Easy (Down the Road I Go)» | 1  | 46  | —  | 59 |            | Long Trip Alone    |
| 2008                                    | «Trying to Stop Your Leaving»        | 5  | 73  | —  | —  |            | Long Trip Alone    |
| 2008                                    | «Feel That Fire»                     | 1  | 32  | —  | 54 | - US: Gold | Feel That Fire     |
| 2009                                    | «Sideways»                           | 1  | 35  | —  | 63 | - US: Gold | Feel That Fire     |
| 2009                                    | «I Wanna Make You Close Your Eyes»   | 2  | 52  | —  | 92 |            | Feel That Fire     |
| «—» прочерк означает отсутствие в чарте |                                      |    |     |    |    |            |                    |

#### 2010-е
| Год                                     | Сингл                 | Высшая позиция | Высшая позиция     | Высшая позиция | Высшая позиция | Высшая позиция | Сертификация               | Альбом          |
| Год                                     | Сингл                 | US Hot Country | US Country Airplay | US             | CAN Country    | CAN            | Сертификация               | Альбом          |
| --------------------------------------- | --------------------- | -------------- | ------------------ | -------------- | -------------- | -------------- | -------------------------- | --------------- |
| 2010                                    | «Up on the Ridge»     | —              | 21                 | 99             | —              | —              |                            | Up on the Ridge |
| 2010                                    | «Draw Me a Map»       | —              | 33                 | 108            | —              | —              |                            | Up on the Ridge |
| 2011                                    | «Am I the Only One»   | —              | 1                  | 39             | —              | 65             | - US: Gold - CAN: Gold     | Home            |
| 2011                                    | «Home»                | —              | 1                  | 44             | —              | 62             | - US: Gold                 | Home            |
| 2012                                    | «5-1-5-0»             | —              | 1                  | 33             | —              | 42             | - US: Gold - CAN: Gold     | Home            |
| 2012                                    | «Tip It On Back»      | 16             | 5                  | 66             | —              | —              |                            | Home            |
| 2013                                    | «Bourbon in Kentucky» | 40             | 45                 | —              | —              | —              |                            | Riser           |
| 2013                                    | «I Hold On»           | 3              | 1                  | 40             | 2              | 44             | - US: Platinum             | Riser           |
| 2014                                    | «Drunk on a Plane»    | 3              | 1                  | 27             | 2              | 34             | - US: Platinum - CAN: Gold | Riser           |
| 2014                                    | «Say You Do»          | 25             | 23                 | 102            | 34             |                |                            | Riser           |
| «—» прочерк означает отсутствие в чарте |                       |                |                    |                |                |                |                            |                 |

## Награды

### Grammy Awards
| Год  | Реципиент                                               | Награда                                | Результат |
| ---- | ------------------------------------------------------- | -------------------------------------- | --------- |
| 2007 | «Every Mile a Memory»                                   | Best Male Country Vocal Performance    | Номинация |
| 2007 | «Every Mile a Memory»                                   | Best Country Song                      | Номинация |
| 2008 | «Long Trip Alone»                                       | Best Male Country Vocal Performance    | Номинация |
| 2008 | «Long Trip Alone»                                       | Best Country Song                      | Номинация |
| 2008 | Long Trip Alone                                         | Best Country Album                     | Номинация |
| 2010 | «Beautiful World» (при участии Patty Griffin)           | Best Country Collaboration with Vocals | Номинация |
| 2011 | Up on the Ridge                                         | Best Country Album                     | Номинация |
| 2011 | «Bad Angel» (вместе с Мирандой Ламберт и Jamey Johnson) | Best Country Collaboration with Vocals | Номинация |
| 2011 | «Pride (In the Name of Love)»                           | Best Country Collaboration with Vocals | Номинация |
| 2013 | «Home»                                                  | Best Country Solo Performance          | Номинация |
| 2015 | Riser                                                   | Best Country Album                     | Ожидается |

### Другие награды
| Год  | Организация             | Награда                                                                 | Результат |
| ---- | ----------------------- | ----------------------------------------------------------------------- | --------- |
| 2004 | CMT Music Awards        | Breakthrough Video of the Year; «What Was I Thinkin'»                   | Победа    |
| 2004 | ACM Awards              | Top New Artist                                                          | Победа    |
| 2005 | CMA Awards              | Horizon Award                                                           | Победа    |
| 2009 | CMT Music Awards        | CMT Performance of the Year — «Country Boy»                             | Победа[A] |
| 2010 | CMA Awards              | Male Vocalist                                                           | Номинация |
| 2010 | CMA Awards              | Album of the Year — Up on the Ridge                                     | Номинация |
| 2010 | CMA Awards              | Musical Event — «Bad Angel» (вместе с Мирандой Ламберт и Jamey Johnson) | Номинация |
| 2012 | CMA Awards              | Single of the Year                                                      | Номинация |
| 2012 | CMA Awards              | Album of the Year                                                       | Номинация |
| 2012 | CMA Awards              | Song of the Year                                                        | Номинация |
| 2012 | American Country Awards | Album of the Year — «Home»                                              | Номинация |
| 2014 | CMA Awards              | Male Vocalist of the Year                                               | Номинация |
| 2014 | CMA Awards              | Album of the Year — Riser                                               | Номинация |
| 2014 | CMA Awards              | Song of the Year — «I Hold On» (автор)                                  | Номинация |
| 2014 | CMA Awards              | Single of the Year — «Drunk on a Plane»                                 | Номинация |
| 2014 | CMA Awards              | Video of the Year — «Drunk on a Plane»                                  | Победа    |

Примечание
- A^ Разделил награду вместе с такими исполнителями, как Алан Джексон, Джордж Стрейт и Брэд Пейсли[31].